# 2006-os labdarúgó-világbajnokság-selejtező (CAF)
A 2006-os labdarúgó-világbajnokság selejtezőjének CAF-zónájában összesen 51 nemzet versenyzett az 5 világbajnoki helyért. A Comore-szigetek és Dzsibuti nem indult.  

## Lebonyolítás
- Első forduló: 9 csapat kiemeltként automatikusan a második fordulóban kezdte a selejtezőket. A 2002-es világbajnokság afrikai résztvevői (Dél-Afrika, Kamerun, Nigéria, Szenegál, Tunézia) és a 2003. június 25-ei FIFA-ranglista legmagasabban rangsorolt négy afrikai csapata (Kongói DK, Elefántcsontpart, Egyiptom és Marokkó). A maradék 42 csapatot egyenes kieséses rendszerben összepárosították és oda-visszavágós alapon döntötték el a továbbjutó helyek sorsát. A párharcok győztesei bejutottak a második fordulóba.
- Második forduló: a 21 továbbjutó, kiegészülve a 9 kiemelt csapattal öt darab 6 tagú csoportba került, ahol minden csapat megmérkőzött egymás ellen oda-visszavágós alapon. A csoportgyőztesek kijutottak a 2006-os világbajnokságra.

A csoportok első három helyén végzett csapatok kijutottak a 2006-os afrikai nemzetek kupájára is. Ez alól a rendező Egyiptom jelentett kivételt és abban a csoportban a negyedik helyen végző Líbia is részvételi jogot szerzett.
Az öt kijutó válogatott közül négy újoncnak számított a világbajnoki mezőnyben (Angola, Elefántcsontpart, Ghána. Togo). 

## Első forduló
| 1. csapat            | Össz.Tooltip Aggregate score | 2. csapat                 | 1. mérk. | 2. mérk.   |
| -------------------- | ---------------------------- | ------------------------- | -------- | ---------- |
| Bissau-Guinea        | 1–4                          | Mali                      | 1–2      | 0–2        |
| Madagaszkár          | 3–4                          | Benin                     | 1–1      | 2–3        |
| Seychelle-szigetek   | 1–5                          | Zambia                    | 0–4      | 1–1        |
| Botswana             | 4–1                          | Lesotho                   | 4–1      | 0–0        |
| Egyenlítői-Guinea    | 1–2                          | Togo                      | 1–0      | 0–2        |
| São Tomé és Príncipe | 0–9                          | Líbia                     | 0–1      | 0–8        |
| Tanzánia             | 0–3                          | Kenya                     | 0–0      | 0–3        |
| Niger                | 0–7                          | Algéria                   | 0–1      | 0–6        |
| Uganda               | 4–3                          | Mauritius                 | 3–0      | 1–3 (h.u.) |
| Szudán               | 3–0                          | Eritrea                   | 3–0      | 0–0        |
| Zimbabwe             | 4–2                          | Mauritánia                | 3–0      | 1–2        |
| Szváziföld           | 1–4                          | Zöld-foki Köztársaság     | 1–1      | 0–3        |
| Burundi              | 1–4                          | Gabon                     | 0–0      | 1–4        |
| Csád                 | 3–3 (i.g.)                   | Angola                    | 3–1      | 0–2        |
| Kongó                | 2–1                          | Sierra Leone              | 1–0      | 1–1        |
| Etiópia              | 1–3                          | Malawi                    | 1–3      | 0–0        |
| Ruanda               | 4–1                          | Namíbia                   | 3–0      | 1–1        |
| Guinea               | 5–3                          | Mozambik                  | 1–0      | 4–3        |
| Gambia               | 2–3                          | Libéria                   | 2–0      | 0–3        |
| Szomália             | 0–7                          | Ghána                     | 0–5      | 0–2        |
| Burkina Faso         | játék nélkül1                | Közép-afrikai Köztársaság |          |            |

1 A Közép-afrikai Köztársaság visszalépett.

## Második forduló

### 1. csoport
| Hely. | Csapat   | M  | Gy | D | V | G+ | G– | Gk  | P  | Továbbjutás                                                                |     | Togo | Szenegál | Zambia | Kongói Köztársaság | Mali | Libéria |
| ----- | -------- | -- | -- | - | - | -- | -- | --- | -- | -------------------------------------------------------------------------- | --- | ---- | -------- | ------ | ------------------ | ---- | ------- |
| 1.    | Togo     | 10 | 7  | 2 | 1 | 20 | 8  | +12 | 23 | Kijutott a 2006-os világbajnokságra és a 2006-os afrikai nemzetek kupájára |     | —    | 3–1      | 4–1    | 2–0                | 1–0  | 3–0     |
| 2.    | Szenegál | 10 | 6  | 3 | 1 | 21 | 8  | +13 | 21 | Kijutott a 2006-os afrikai nemzetek kupájára                               |     | 2–2  | —        | 1–0    | 2–0                | 3–0  | 6–1     |
| 3.    | Zambia   | 10 | 6  | 1 | 3 | 16 | 10 | +6  | 19 | Kijutott a 2006-os afrikai nemzetek kupájára                               |     | 1–0  | 0–1      | —      | 2–0                | 2–1  | 1–0     |
| 4.    | Kongó    | 10 | 3  | 1 | 6 | 10 | 14 | −4  | 10 |                                                                            |     | 2–3  | 0–0      | 2–3    | —                  | 1–0  | 3–0     |
| 5.    | Mali     | 10 | 2  | 2 | 6 | 11 | 14 | −3  | 8  |                                                                            | 1–2 | 2–2  | 1–1      | 2–0    | —                  | 4–1  |         |
| 6.    | Libéria  | 10 | 1  | 1 | 8 | 3  | 27 | −24 | 4  |                                                                            | 0–0 | 0–3  | 0–5      | 0–2    | 1–0                | —    |         |

### 2. csoport
| Hely. | Csapat                  | M  | Gy | D | V | G+ | G– | Gk  | P  | Továbbjutás                                                                |     | Ghána | Kongói Demokratikus Köztársaság | Dél-afrikai Köztársaság | Burkina Faso | Zöld-foki Köztársaság | Uganda |
| ----- | ----------------------- | -- | -- | - | - | -- | -- | --- | -- | -------------------------------------------------------------------------- | --- | ----- | ------------------------------- | ----------------------- | ------------ | --------------------- | ------ |
| 1.    | Ghána                   | 10 | 6  | 3 | 1 | 17 | 4  | +13 | 21 | Kijutott a 2006-os világbajnokságra és a 2006-os afrikai nemzetek kupájára |     | —     | 0–0                             | 3–0                     | 2–1          | 2–0                   | 2–0    |
| 2.    | Kongói DK               | 10 | 4  | 4 | 2 | 14 | 10 | +4  | 16 | Kijutott a 2006-os afrikai nemzetek kupájára                               |     | 1–1   | —                               | 1–0                     | 3–2          | 2–1                   | 4–0    |
| 3.    | Dél-afrikai Köztársaság | 10 | 5  | 1 | 4 | 12 | 14 | −2  | 16 | Kijutott a 2006-os afrikai nemzetek kupájára                               |     | 0–2   | 2–2                             | —                       | 2–0          | 2–1                   | 2–1    |
| 4.    | Burkina Faso            | 10 | 4  | 1 | 5 | 14 | 13 | +1  | 13 |                                                                            |     | 1–0   | 2–0                             | 3–1                     | —            | 1–2                   | 2–0    |
| 5.    | Zöld-foki Köztársaság   | 10 | 3  | 1 | 6 | 8  | 15 | −7  | 10 |                                                                            | 0–4 | 1–1   | 1–2                             | 1–0                     | —            | 1–0                   |        |
| 6.    | Uganda                  | 10 | 2  | 2 | 6 | 6  | 15 | −9  | 8  |                                                                            | 1–1 | 1–0   | 0–1                             | 2–2                     | 1–0          | —                     |        |

1. 1 2  Egymás elleni pontok száma: Kongói DK 4, Dél-Afrika 1.

### 3. csoport
| Hely. | Csapat           | M  | Gy | D | V | G+ | G– | Gk  | P  | Továbbjutás                                                                |     | Elefántcsontpart | Kamerun | Egyiptom | Líbia | Szudán | Benin |
| ----- | ---------------- | -- | -- | - | - | -- | -- | --- | -- | -------------------------------------------------------------------------- | --- | ---------------- | ------- | -------- | ----- | ------ | ----- |
| 1.    | Elefántcsontpart | 10 | 7  | 1 | 2 | 20 | 7  | +13 | 22 | Kijutott a 2006-os világbajnokságra és a 2006-os afrikai nemzetek kupájára |     | —                | 2–3     | 2–0      | 2–0   | 5–0    | 3–0   |
| 2.    | Kamerun          | 10 | 6  | 3 | 1 | 18 | 10 | +8  | 21 | Kijutott a 2006-os afrikai nemzetek kupájára                               |     | 2–0              | —       | 1–1      | 1–0   | 2–1    | 2–1   |
| 3.    | Egyiptom         | 10 | 5  | 2 | 3 | 26 | 15 | +11 | 17 | Kijutott a 2006-os afrikai nemzetek kupájára                               |     | 1–2              | 3–2     | —        | 4–1   | 6–1    | 4–1   |
| 4.    | Líbia            | 10 | 3  | 3 | 4 | 8  | 10 | −2  | 12 | Kijutott a 2006-os afrikai nemzetek kupájára                               |     | 0–0              | 0–0     | 2–1      | —     | 0–0    | 4–1   |
| 5.    | Szudán           | 10 | 1  | 3 | 6 | 6  | 22 | −16 | 6  |                                                                            |     | 1–3              | 1–1     | 0–3      | 0–1   | —      | 1–0   |
| 6.    | Benin            | 10 | 1  | 2 | 7 | 9  | 23 | −14 | 5  |                                                                            | 0–1 | 1–4              | 3–3     | 1–0      | 1–1   | —      |       |

1. ↑  Egyiptom rendezőként automatikusan kijutott
2. ↑  Egyiptom rendező szerepe miatt a negyedik helyen végző Líbia is részvételi jogot szerzett.

### 4. csoport
| Hely. | Csapat   | M  | Gy | D | V | G+ | G– | Gk  | P  | Továbbjutás                                                                |     | Angola | Nigéria | Zimbabwe | Gabon | Algéria | Ruanda |
| ----- | -------- | -- | -- | - | - | -- | -- | --- | -- | -------------------------------------------------------------------------- | --- | ------ | ------- | -------- | ----- | ------- | ------ |
| 1.    | Angola   | 10 | 6  | 3 | 1 | 12 | 6  | +6  | 21 | Kijutott a 2006-os világbajnokságra és a 2006-os afrikai nemzetek kupájára |     | —      | 1–0     | 1–0      | 3–0   | 2–1     | 1–0    |
| 2.    | Nigéria  | 10 | 6  | 3 | 1 | 21 | 7  | +14 | 21 | Kijutott a 2006-os afrikai nemzetek kupájára                               |     | 1–1    | —       | 5–1      | 2–0   | 1–0     | 2–0    |
| 3.    | Zimbabwe | 10 | 4  | 3 | 3 | 13 | 14 | −1  | 15 | Kijutott a 2006-os afrikai nemzetek kupájára                               |     | 2–0    | 0–3     | —        | 1–0   | 1–1     | 3–1    |
| 4.    | Gabon    | 10 | 2  | 4 | 4 | 11 | 13 | −2  | 10 |                                                                            |     | 2–2    | 1–1     | 1–1      | —     | 0–0     | 3–0    |
| 5.    | Algéria  | 10 | 1  | 5 | 4 | 8  | 15 | −7  | 8  |                                                                            | 0–0 | 2–5    | 2–2     | 0–3      | —     | 1–0     |        |
| 6.    | Ruanda   | 10 | 1  | 2 | 7 | 6  | 16 | −10 | 5  |                                                                            | 0–1 | 1–1    | 0–2     | 3–1      | 1–1   | —       |        |

1. 1 2  Egymás elleni pontok száma: Angola 4, Nigéria 1.

### 5. csoport
| Hely. | Csapat   | M  | Gy | D | V | G+ | G– | Gk  | P  | Továbbjutás                                                                |     | Tunézia | Marokkó | Guinea | Kenya | Botswana | Malawi |
| ----- | -------- | -- | -- | - | - | -- | -- | --- | -- | -------------------------------------------------------------------------- | --- | ------- | ------- | ------ | ----- | -------- | ------ |
| 1.    | Tunézia  | 10 | 6  | 3 | 1 | 25 | 9  | +16 | 21 | Kijutott a 2006-os világbajnokságra és a 2006-os afrikai nemzetek kupájára |     | —       | 2–2     | 2–0    | 1–0   | 4–1      | 7–0    |
| 2.    | Marokkó  | 10 | 5  | 5 | 0 | 17 | 7  | +10 | 20 | Kijutott a 2006-os afrikai nemzetek kupájára                               |     | 1–1     | —       | 1–0    | 5–1   | 1–0      | 4–1    |
| 3.    | Guinea   | 10 | 5  | 2 | 3 | 15 | 10 | +5  | 17 | Kijutott a 2006-os afrikai nemzetek kupájára                               |     | 2–1     | 1–1     | —      | 1–0   | 4–0      | 3–1    |
| 4.    | Kenya    | 10 | 3  | 1 | 6 | 8  | 17 | −9  | 10 |                                                                            |     | 0–2     | 0–0     | 2–1    | —     | 1–0      | 3–2    |
| 5.    | Botswana | 10 | 3  | 0 | 7 | 10 | 18 | −8  | 9  |                                                                            | 1–3 | 0–1     | 1–2     | 2–1    | —     | 2–0      |        |
| 6.    | Malawi   | 10 | 1  | 3 | 6 | 12 | 26 | −14 | 6  |                                                                            | 2–2 | 1–1     | 1–1     | 3–0    | 1–3   | —        |        |

## Kijutott csapatok
Az alábbi öt csapat jutott ki a CAF-zónából a 2006-os labdarúgó-világbajnokságra.
| Csapat           | Kijutás             | Kijutás dátuma   | Korábbi részvételek a világbajnokságon |
| ---------------- | ------------------- | ---------------- | -------------------------------------- |
| Togo             | 1. csoport győztese | 2005. október 8. | 0 (debütálás)                          |
| Ghána            | 2. csoport győztese | 2005. október 8. | 0 (debütálás)                          |
| Elefántcsontpart | 3. csoport győztese | 2005. október 8. | 0 (debütálás)                          |
| Angola           | 4. csoport győztese | 2005. október 8. | 0 (debütálás)                          |
| Tunézia          | 5. csoport győztese | 2005. október 8. | 3 (1978, 1998, 2002)                   |

## Külső hivatkozások
- 2006 FIFA World Cup qualification (CAF). soccer365
- World Cup 2006 Qualifying - CAF. rsssf.org